# Kozly (Liberec)
Kozly é uma comuna checa localizada na região de Liberec, distrito de Česká Lípa‎.